# Minimundus
Minimundus est un parc de miniatures situé près du Wörthersee à Klagenfurt, en Carinthie, en Autriche.
Ce parc propose environ 150 reproductions miniatures des plus beaux monuments et sites du monde entier à l'échelle 1/25e.
Créé en 1958, le parc a déjà accueilli plus de 15 millions de visiteurs. Une partie des bénéfices du parc sont reversés à l'association « Rettet das Kind », propriétaire du parc.

## Liste des miniatures
- L'arc de triomphe de l'Étoile à Paris
- L'Atomium de Bruxelles
- La basilique Saint-Pierre
- La Casa Milà
- La cathédrale de Brasilia

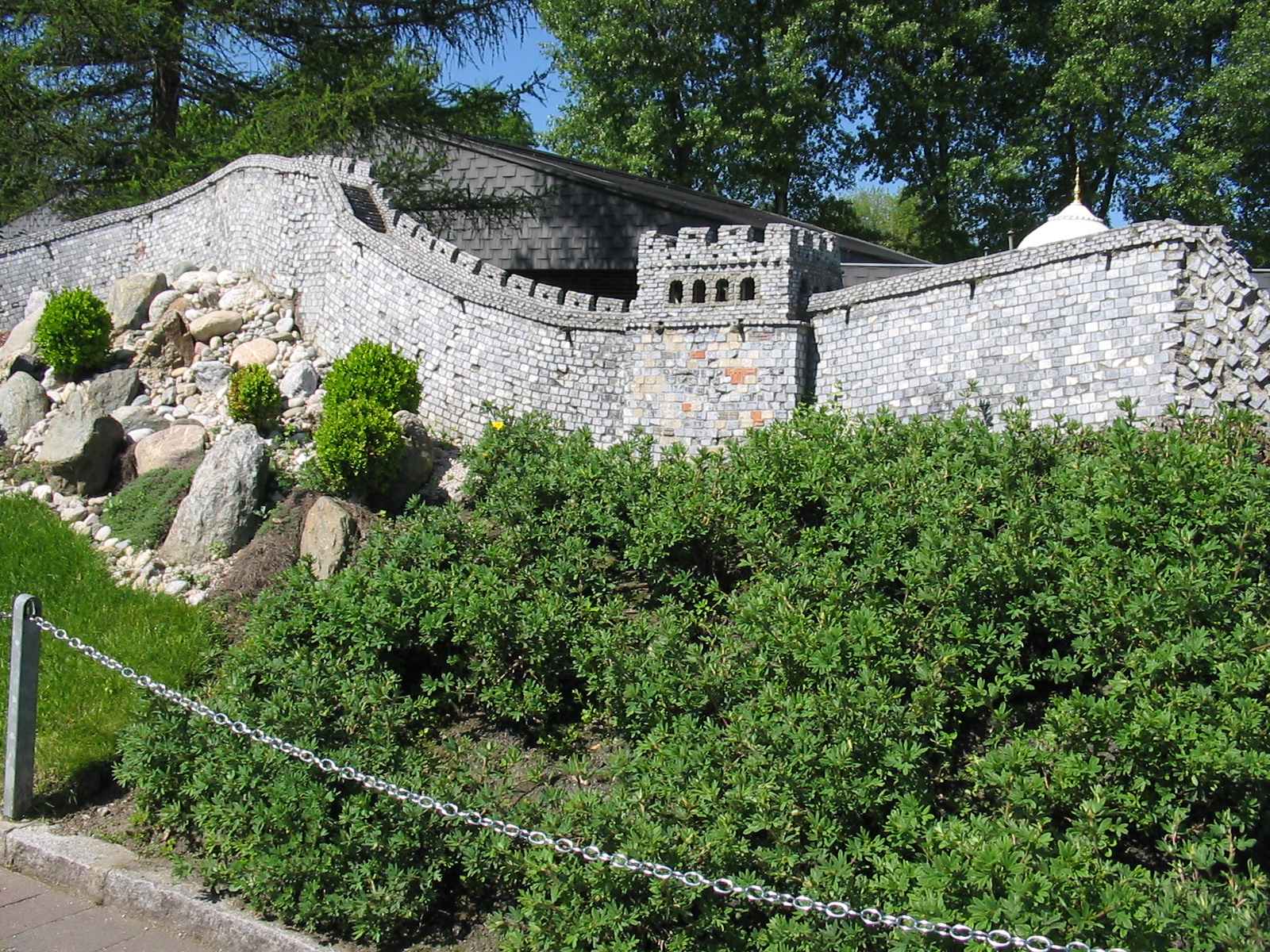
La Grande Muraille de Chine

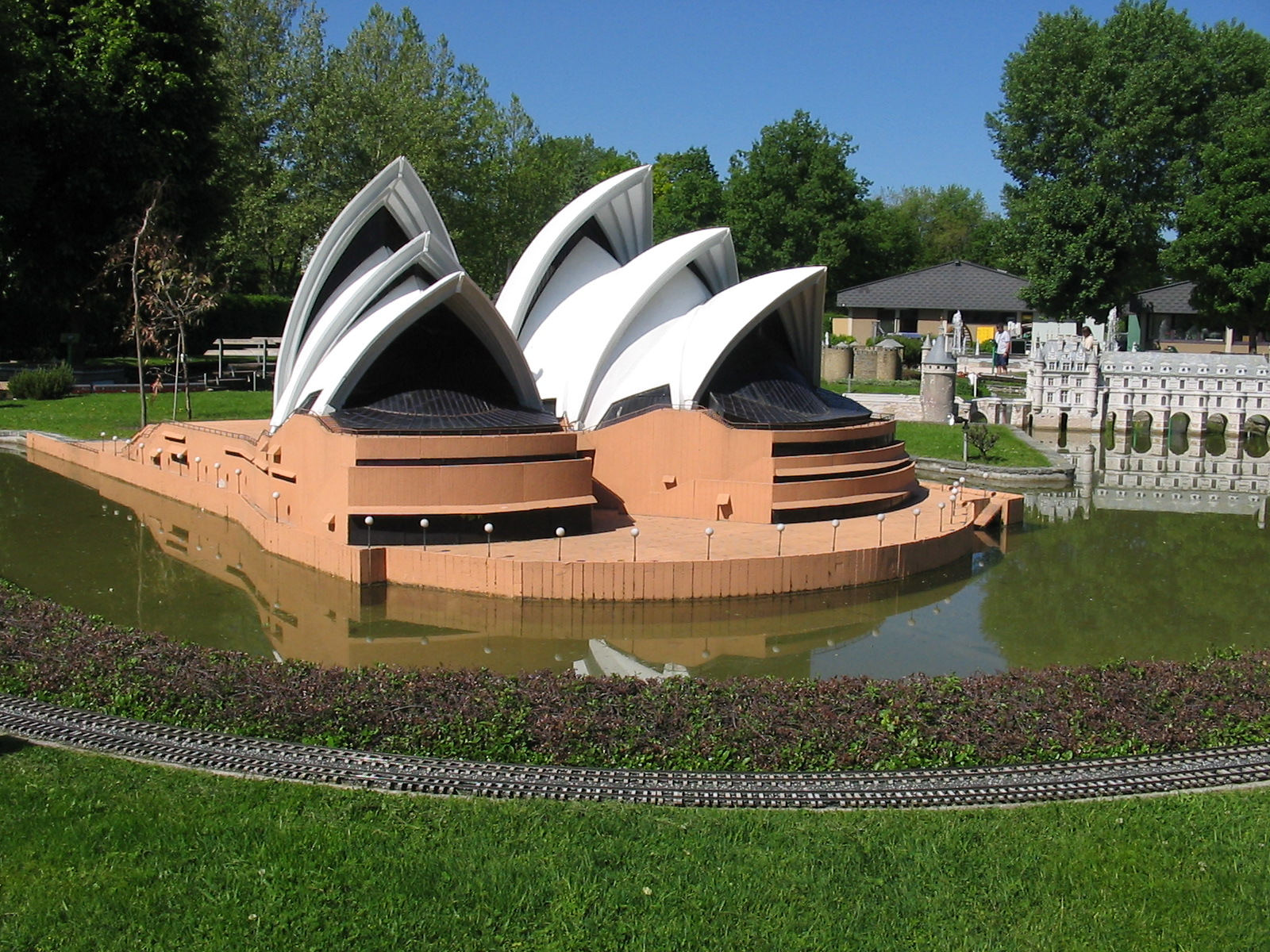
L'Opéra de Sydney

- La cathédrale Sainte-Sophie de Kiev
- La cathédrale Saint-Étienne de Vienne
- Le château de Churburg
- Le château d'Hochosterwitz
- Le château de Miramare
- Le château de Neuschwanstein
- Le château d'Osaka
- L'église Matthias de Budapest
- La Grande Muraille de Chine
- Le Schloßberg à Graz
- Le tour de l'horloge de Graz
- L'Independence Hall
- Le Kremlin
- Ljubljana
- La Maison-Blanche
- La mosquée Süleymaniye
- Le Mur des Lamentations
- Le Parthénon
- L'Opéra de Sydney
- La place Saint-Marc
- Le Grande Roue de Vienne
- La Sagrada Família
- La statue de la Liberté
- Le Taj Mahal
- Les temples d'Abou Simbel
- La tour du CN de Toronto
- La tour Einstein
- La tour de Londres
- La tour de Pise
- La tour Eiffel
- Le Yémen